# Synaj Halberstam
Synaj Halberstam (ur. 1870 w Rudniku nad Sanem, zm. 1941 na Syberii) – rabin chasydzki, ostatni rabin Nowego Żmigrodu.
Był synem gorlickiego rabina Barucha Halberstama (1826-1906), wnukiem Chaima Halberstama z Nowego Sącza. Został mianowany rabinem w Kołaczycach, ale służył tam krótko. W 1907 r. zaoferowano mu stanowisko rabina w Żmigrodzie. Przewodził tamtejszej gminie wyznaniowej żydowskiej przez ponad 30 lat. Jej centrum była Synagoga Alte Szil. Pod koniec lat 30. XX wieku Synaj przeprowadził się do Krakowa, gdzie mógł się leczyć.
Na wieść o wkroczeniu Niemców do Polski, Synaj Halberstam uciekł do Lwowa. Stamtąd został wywieziony przez Sowietów na Syberię, gdzie zmarł. Został pochowany w lasach Omska.